# Voltage-controlled oscillator

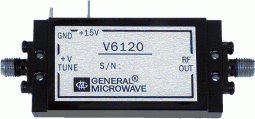
En mikrovågs (12–18 GHz) spänningsstyrd oscillator

Voltage Controlled Oscillator (VCO) är en spänningsstyrd svängningsformare. Den applicerade inspänningen bestämmer den momentana oscillationsfrekvensen. Följaktligen kan en VCO användas för frekvensmodulering (FM) eller fasmodulering (PM) genom att applicera en modulerande signal till styringången. En VCO är också en integrerad del av en faslåst slinga. VCO:er används i synthesizers för att generera en vågform vars tonhöjd kan justeras av en spänning som bestäms av ett tangentbord eller annan ingång.
En spänning-till-frekvensomvandlare (VFC) är en speciell typ av VCO utformad för att vara mycket linjär i frekvensstyrning över ett brett spektrum av ingångsstyrspänningar.

## Typer
VCO:er kan generellt kategoriseras i två grupper baserat på vilken typ av vågform som produceras.
- Linjära eller harmoniska oscillatorer genererar en sinusformad vågform. Övertonsoscillatorer inom elektronik består vanligtvis av en resonator med en förstärkare som ersätter resonatorförlusterna (för att förhindra att amplituden avklingar) och isolerar resonatorn från utgången (så att belastningen inte påverkar resonatorn). Några exempel på harmoniska oscillatorer är LC-oscillatorer och kristalloscillatorer.
- Relaxation-oscillatorer kan generera en sågtand eller triangulär vågform. De används ofta i integrerade kretsar (IC) och kan tillhandahålla ett brett spektrum av driftfrekvenser med ett minimalt antal externa komponenter.

## Frekvenskontroll

Schematisk beskrivning av en ljudfrekvensspänningsstyrd oscillator

En spänningsstyrd kondensator är en metod för att få en LC-oscillator att variera sin frekvens som svar på en styrspänning. Alla halvledardioder visar ett mått på spänningsberoende kapacitans och kan användas för att ändra frekvensen hos en oscillator genom att variera en styrspänning som appliceras på dioden. Speciella varaktordioder med variabel kapacitans finns tillgängliga med välkarakteriserade breda kapacitansvärden. En varaktor används för att ändra kapacitansen (och därmed frekvensen) för en LC-tank. En varaktor kan också ändra belastningen på en kristallresonator och dra dess resonansfrekvens. 
Samma effekt uppstår med bipolära transistorer, som beskrevs av Donald E. Thomas vid Bell Labs 1954. Med en tankkrets ansluten till kollektorn och den modulerande ljudsignalen applicerad mellan emittern och basen, skapade han en enkeltransistor FM-sändare. Thomas arbetade med en punktkontakttransistor, men effekten fungerar även i bipolära transistorer, med tillämpningar som till exempel trådlösa mikrofoner, som den som patenterades av Raymond A. Litke 1964.
För lågfrekventa VCO:er används andra metoder för att variera frekvensen (som att ändra laddningshastigheten för en kondensator med hjälp av en spänningsstyrd strömkälla) (se funktionsgenerator).
Frekvensen för en ringoscillator styrs genom att antingen variera matningsspänningen, den tillgängliga strömmen för varje växelriktarsteg eller den kapacitiva belastningen på varje steg.

### Fasdomänekvationer
VCO:er används i analoga tillämpningar som frekvensmodulering och frekvensskiftnyckel. Det funktionella förhållandet mellan styrspänningen och utfrekvensen för en VCO (särskilt de som används vid radiofrekvens) kanske inte är linjärt, men över små intervall är förhållandet ungefär linjärt, och linjär styrteori kan användas. En spänning-till-frekvensomvandlare (VFC) är en speciell typ av VCO konstruerad för att vara mycket linjär över ett brett spektrum av inspänningar.
Modellering för VCO:er handlar ofta inte om amplituden eller formen (sinusvåg, triangelvåg, sågtand) utan snarare dess momentana fas. I själva verket ligger fokus inte på tidsdomänsignalen A sin(ωt+θ0) utan snarare argumentet för sinusfunktionen (fasen). Följaktligen görs modellering ofta i fasdomänen.
Den momentana frekvensen för en VCO modelleras ofta som ett linjärt samband med dess momentana styrspänning. Oscillatorns utgångsfas är integralen av den momentana frekvensen.
{\displaystyle {\begin{aligned}f(t)&=f_{0}+K_{0}\cdot \ v_{\text{in}}(t)\\\theta (t)&=\int _{-\infty }^{t}f(\tau )\,d\tau \\\end{aligned}}}
- {\displaystyle f(t)} är oscillatorns momentana frekvens vid tidpunkten  t (inte vågformens amplitud)
- {\displaystyle f_{0}} är oscillatorns vilofrekvens (inte vågformens amplitud)
- {\displaystyle K_{0}} kallas oscillatorns känslighet eller förstärkning. Dess enheter är hertz per volt.
- {\displaystyle f(\tau )} ärVCO:s frekvens
- {\displaystyle \theta (t)} is the VCO:s utgångsfas
- {\displaystyle v_{\text{in}}(t)} är tidsdomänstyrinsignalen eller avstämningsspänningen för VCO:n

För att analysera ett styrsystem är Laplacetransformerna av ovanstående signaler användbara. 
{\displaystyle {\begin{aligned}F(s)&=K_{0}\cdot \ V_{\text{in}}(s)\\\Theta (s)&={F(s) \over s}\\\end{aligned}}}

## Konstruktion och kretsar
Tuning range, tuning gain och fasbrus är de viktiga egenskaperna hos en VCO. I allmänhet är lågfasbrus att föredra i en VCO. Avstämningsförstärkning och brus som finns i styrsignalen påverkar fasbruset, där högt brus eller hög inställningsförstärkning innebär mer fasbrus. Andra viktiga element som bestämmer fasbruset är källor till flimmerbrus (1/f brus) i kretsen, uteffektnivån och resonatorns belastade Q-faktor.. Det lågfrekventa flimmerbruset påverkar fasbruset eftersom flimmerbruset heterodynas till oscillatorns utgångsfrekvens på grund av den icke-linjära överföringsfunktionen hos aktiva enheter. Effekten av flimmerbrus kan reduceras med negativ återkoppling som lineariserar överföringsfunktionen (till exempel emitterdegeneration). 
VCO:er har generellt lägre Q-faktor jämfört med liknande oscillatorer med fast frekvens, och drabbas därför av mer jitter. Jittert kan göras tillräckligt lågt för många tillämpningar (som att driva en ASIC), i vilket fall VCO:er åtnjuter fördelarna med att inte ha några off-chip-komponenter (dyra) eller on-chip-induktorer (låg avkastning på generiska CMOS-processer). 

### LC-oscillatorer
Vanligt använda VCO-kretsar är Clapp- och Colpitts-oscillatorerna. Den mest använda oscillatorn av de två är Colpitts och dessa oscillatorer är mycket lika i konfiguration. 

### Kristalloscillatorer

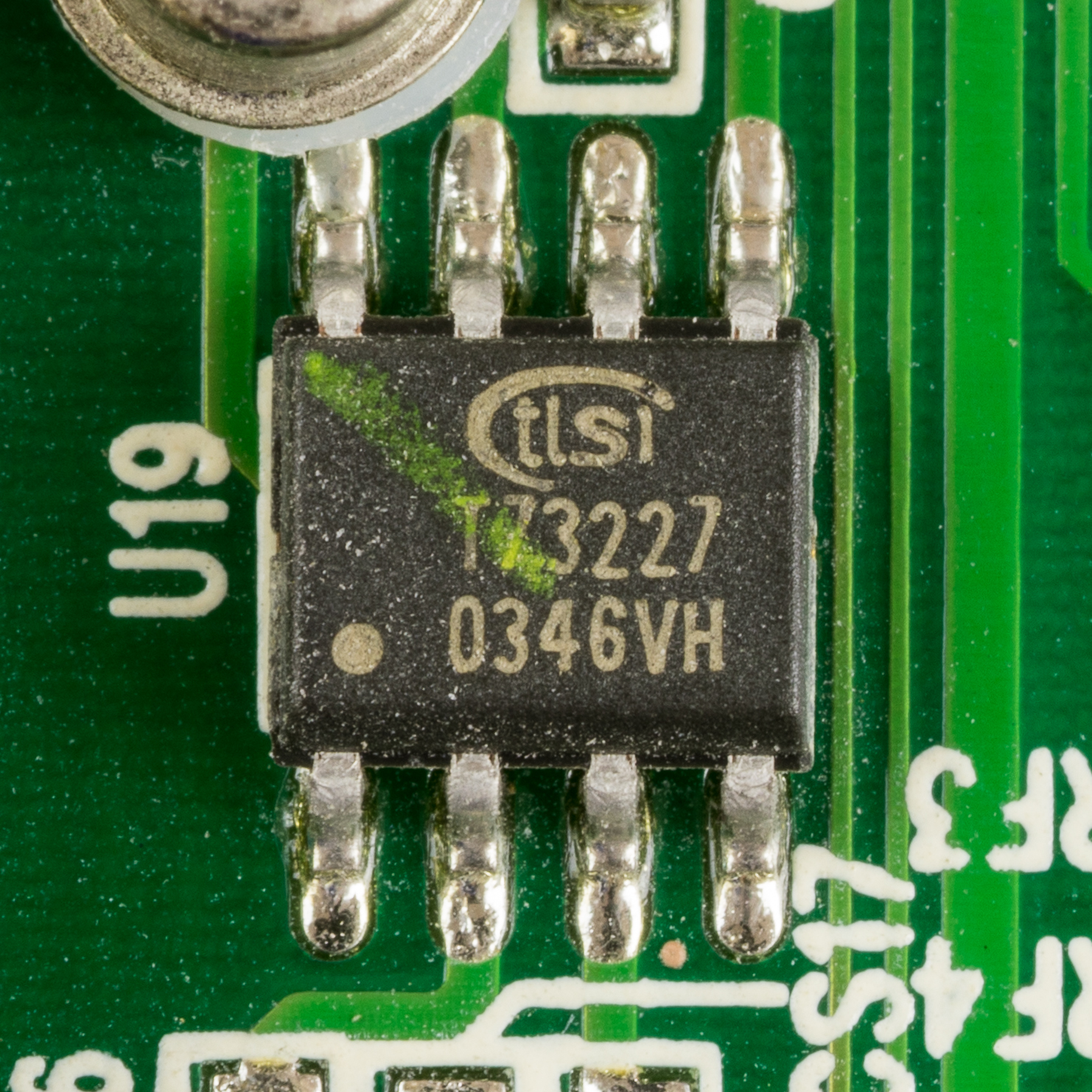
27 MHz VCXO klockgenerator IC (TLSI T73227), använd i enDVB-T set-top box.

Aspänningsstyrd kristalloscillator (VCXO) används för finjustering av arbetsfrekvensen. Frekvensen för en spänningsstyrd kristalloscillator kan varieras några tiotals miljondelar (ppm) över ett styrspänningsområde på typiskt 0 till 3 volt, eftersom den höga Q-faktorn hos kristallerna tillåter frekvenskontroll över endast ett litet frekvensområde. 

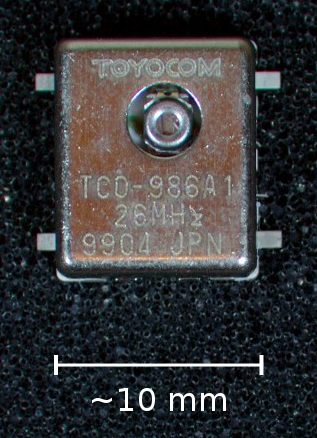
En 26 MHz TCVCXO

En temperaturkompenserad VCXO (TCVCXO) innehåller komponenter som delvis korrigerar temperaturberoendet för kristallens resonansfrekvens. Ett mindre område för spänningsstyrning räcker då för att stabilisera oscillatorfrekvensen i tillämpningar där temperaturen varierar, som värmeuppbyggnad inuti en sändare.
Att placera oscillatorn i en kristallugn vid en konstant temperatur men högre än omgivningstemperatur är ett annat sätt att stabilisera oscillatorfrekvensen. Högstabila kristalloscillatorreferenser placerar ofta kristallen i en ugn och använder en spänningsingång för finkontroll. Temperaturen är vald att vara omsättningstemperaturen: den temperatur där små förändringar inte påverkar resonansen. Styrspänningen kan användas för att ibland justera referensfrekvensen till en NIST-källa.

### Klockgeneratorer
En klockgenerator är en oscillator som tillhandahåller en tidssignal för att synkronisera operationer i digitala kretsar. VCXO klockgeneratorer används inom många områden som digital-TV, modem, sändare och datorer. Konstruktionsparametrar för en VCXO-klockgenerator är avstämningsspänningsområde, mittfrekvens, frekvensavstämningsområde och timingjitter för utsignalen. Jitter är en form av fasbrus som måste minimeras i applikationer som radiomottagare, sändare och mätutrustning.
När ett bredare urval av klockfrekvenser behövs kan VCXO-utgången passeras genom digitala delningskretsar för att erhålla lägre frekvenser eller matas till en faslåst slinga (PLL). IC:er som innehåller både en VCXO (för extern kristall) och en PLL är tillgängliga. En typisk tillämpning är att tillhandahålla klockfrekvenser i ett intervall från 12 kHz till 96 kHz till en audio D/A-omvandlare.

### Frekvenssynthesizers
En frekvenssynthesizer genererar exakta och justerbara frekvenser baserat på en stabil enkelfrekvensklocka. En digitalt styrd oscillator baserad på en frekvenssynthesizer kan fungera som ett digitalt alternativ till analoga spänningsstyrda oscillatorkretsar. 

## Användning

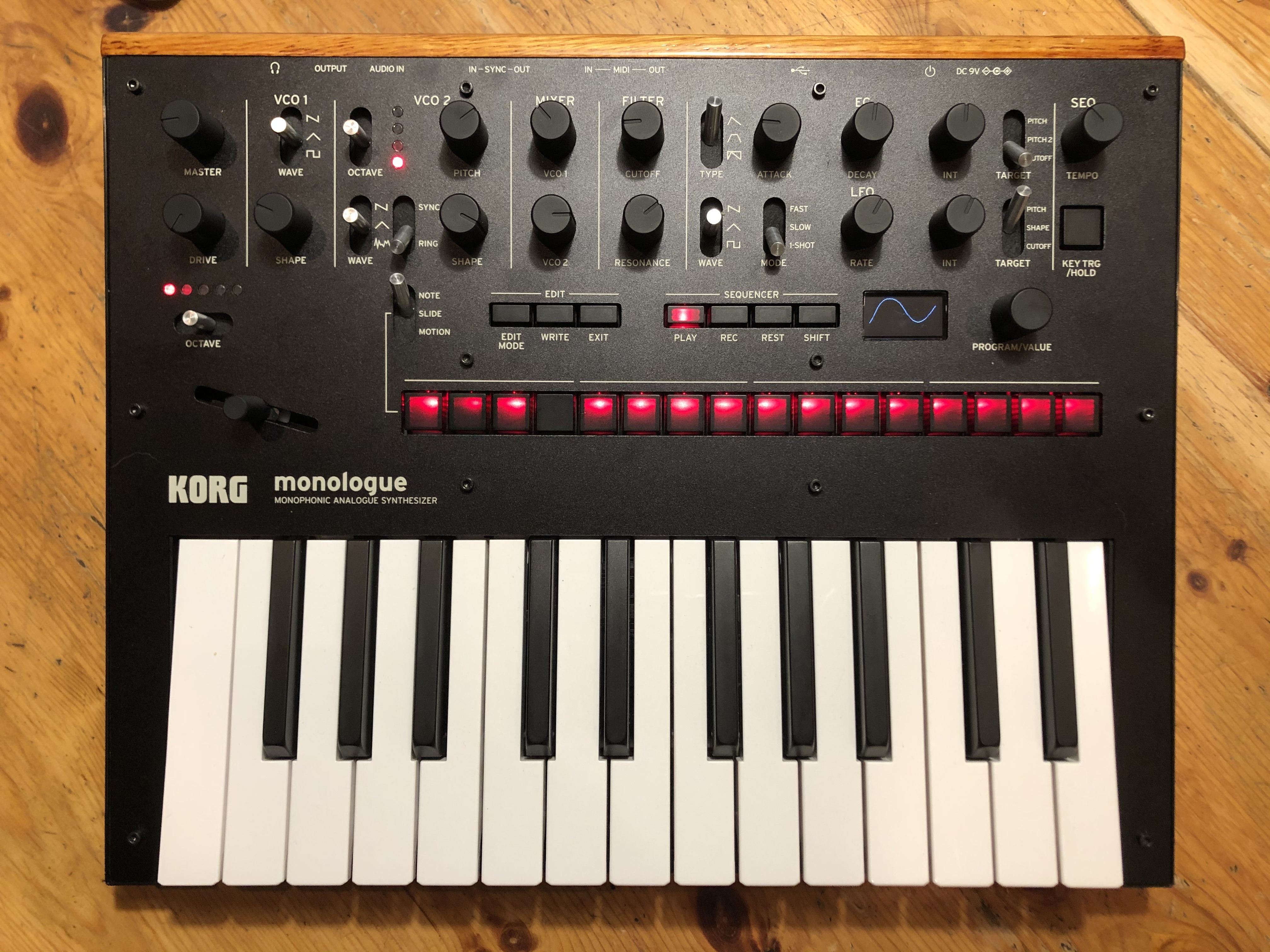
Korg-monologen är en monofonisk synthesizer med två VCO:er.

VCO:er används i funktionsgeneratorer, faslåsta slingor inklusive frekvenssynthesizers som används i kommunikationsutrustning och produktion av elektronisk musik, för att generera variabla toner i syntar.
Funktionsgeneratorer är lågfrekventa oscillatorer som har flera vågformer, vanligtvis sinus-, kvadrat- och triangelvågor. Monolitiska funktionsgeneratorer är spänningsstyrda.
Ljudfrekvens VCO:er används i analoga musiksyntar. För dessa är svepområde, linjäritet och distorsion ofta de viktigaste specifikationerna. Ljudfrekvens-VCO:er för användning i musiksammanhang ersattes till stor del på 1980-talet av sina digitala motsvarigheter, digitalt styrda oscillatorer (DCO), på grund av deras utmatningsstabilitet inför temperaturförändringar under drift. Sedan 1990-talet har musikalisk programvara blivit den dominerande ljudgenererande metoden.
Spännings-till-frekvensomvandlare är spänningsstyrda oscillatorer med ett mycket linjärt förhållande mellan pålagd spänning och frekvens. De används för att omvandla en långsam analog signal (som från en temperaturgivare) till en signal som är lämplig för överföring över långa avstånd, eftersom frekvensen inte kommer att driva eller påverkas av brus. Oscillatorer i denna applikation kan ha sinus- eller fyrkantvågsutgångar.
Där oscillatorn driver utrustning som kan generera radiofrekvent interferens, lägga till en varierande spänning till dess styringång, kallad dithering,[överdrivna hänvisningar] kan sprida interferensspektrumet för att göra det mindre stötande (klockan).